# Ehrenplakette der Stadt Euskirchen
Die Ehrenplakette der Stadt Euskirchen ist eine Auszeichnung für Persönlichkeiten, die sich im kulturellen Bereich der Kreisstadt Euskirchen verdient gemacht haben. Sie wird seit 1960 verliehen, in unregelmäßigen Abständen auch an Personen, die sich „in besonderem Maße um die Aufarbeitung der Historie Euskirchens bemüht haben“. Die Verleihung der Ehrenplakette erfolgt durch den jeweiligen Bürgermeister der Stadt Euskirchen anlässlich eines Festaktes.
Die silberfarbene Ehrenplakette hat einen Durchmesser von 70 mm und zeigt auf der Vorderseite das Wappen und auf der Rückseite den Namen der Stadt Euskirchen. Sie befindet sich in einem ansehnlichen Etui.

## Ausgezeichnete Personen
Erstmals wurde die Ehrenplakette der Stadt Euskirchen im Jahre 1960 an Oberstudiendirektor i. R. Josef Franke (1880–1965) überreicht. Bürgermeister Jacob Kleinertz würdigte anlässlich einer Feierstunde im Sitzungssaal des Euskirchener Rathauses die Forschungsarbeit des 1. Vorsitzenden des Vereins der Geschichts- und Heimatfreunde, der sich besonders um das dreibändige Werk 650 Jahre Stadt Euskirchen (1952) verdient gemacht hatte.
Zu den wenigen bisher Geehrten gehören u. a. auch der ehemalige Direktor des Gymnasiums Marienschule Euskirchen, Carl Schlesinger (* 1937), und der damalige Studienrat und Stadthistoriker Hans-Dieter Arntz (* 1941). Sie wurden 1978 im Rahmen der 110-Jahr-Feier des Gymnasiums von Bürgermeister Josef Schlösser u. a. wegen ihrer jahrelangen Forschungen zum Projekt „Euskirchen – Stadt der Schulen“ ausgezeichnet.